# هرم أمنمحات الأول
 هرم أمنمحات الأول هو هرم بني في اللشت من قبل مؤسس الأسرة الثانية عشرة في مصر، أمنمحات الأول.

## أعمال بناء
تشير الأدلة الأثرية إلى أن أمنمحات الأول بدأ في بناء هرمه في طيبة ولكن لأسباب غير معروفة غير عاصمة البلاد وموقع هرمه إلى اللشت. ارتفع الهرم عند اكتماله إلى ارتفاع 55 م، وطول القاعدة 83 م والمنحدر 54 درجة. يتكون قلب الهرم من كتل خشنة صغيرة من الحجر الجيري المحلي مع حشو فضفاض من حطام الرمل والطوب الطين. تم تجريد بعض من الاحجار الجيريه من مواقع أخرى، تم العثور على كتل من الحجر من أهرامات خوفو، خفرع، أوناس وبيبي الثاني (أو ربما بيبي الأول) في الهرم. داخل الهرم، يوجد عمود مائل مسدود بسدادات من الجرانيت عند الدفن يمتد من مدخل الطابق الأرضي إلى عمود رأسي ينحدر مباشرة إلى غرفة الدفن. كان البناء العام للهرم رديئًا وبقي القليل منه اليوم.
حول الهرم تم العثور على مقابر لكبار المسؤولين الذين يخدمون الملك. وتشمل هذه المقابر مقبرة كبير الخدم نخت، أمين الخزانة Rehuerdjersen والوزير إنتف إقر.

## روابط خارجية
- هرم أمنمحت الأول بالليشت